# Pedro Sallaberry
Pedro Sallaberry (Glew, Buenos Aires, 29 de enero de 1969) es un exfutbolista argentino que se desempeñaba como delantero. Surgido de River Plate, jugó en diversos clubes de Argentina, Bolivia y México. Representó a su país a nivel juvenil. 

## Trayectoria
Sallaberry ingresó en 1980 a las divisiones inferiores de River Plate, luego de que Eliseo Prado lo reclutase tras verlo jugar en la calle. Fue promovido al equipo profesional en 1986, donde permaneció hasta 1988. Sin embargo tuvo escasas oportunidades de jugar, por lo que solamente disputó 19 partidos y anotó un gol.
Jugó el Campeonato Nacional B 1988-89 como refuerzo de Banfield, pero regresó a Primera División como refuerzo de Chaco For Ever en 1989. Posteriormente pasó por las filas de  Independiente y Vélez Sarsfield, donde actuó como suplente. 
Volvió al ascenso argentino para jugar en Douglas Haig y Almirante Brown, hasta que, a mediados de 1993, se unió al Bolívar de la Primera División de Bolivia, donde estuvo hasta agosto de 1994. Luego de ello continuó su carrera en el Pachuca de la Segunda División de México.
Tras esas experiencias, volvió a su país. Jugó durante los siguientes años en diversos equipos de las categorías del ascenso, hasta que finalmente se retiró en 2001 tras jugar para Colegiales.
En 1999 creó la academia de fútbol El Semillero en la localidad de Glew, donde se dedicó a formar jóvenes jugadores. También trabajó como entrenador en las divisiones inferiores de River Plate y San Lorenzo de Almagro.

## Selección nacional
Integró el plantel que conquistó el título del Campeonato Sudamericano Sub-16 de 1985. Posteriormente disputó la Copa Mundial de Fútbol Sub-16 de 1985, donde su equipo fue eliminado en la fase de grupos. 

## Clubes
| Club                 | País      | Año       |
| -------------------- | --------- | --------- |
| River Plate          | Argentina | 1986–1988 |
| Banfield             | Argentina | 1988–1989 |
| Chaco For Ever       | Argentina | 1989–1990 |
| Independiente        | Argentina | 1990–1991 |
| Vélez Sarsfield      | Argentina | 1991      |
| Douglas Haig         | Argentina | 1992      |
| Almirante Brown      | Argentina | 1992–1993 |
| Bolívar              | Bolivia   | 1993–1994 |
| Pachuca              | México    | 1994–1995 |
| Argentino de Quilmes | Argentina | 1995–1996 |
| Defensa y Justicia   | Argentina | 1996–1997 |
| Talleres (RdE)       | Argentina | 1997–1998 |
| Almagro              | Argentina | 1998–1999 |
| Cultural Argentino   | Argentina | 1999–2000 |
| Colegiales           | Argentina | 2000–2001 |